# 文森特
文森特 (拉丁語：Vincentius) 是一个来自于古罗马人名的男性名（男士用的最多，亦出现在部分女士姓氏中），词源为拉丁文的“征服”（vincere）。

## 使用此名的知名者

### 艺术家
- 文森特·阿帕普文森特·阿帕普（Vincent Apap，1909–2003)， 马耳他雕塑家
- 文森特·梵高 （1853–1890)， 荷兰后印象派画家

### 宗教人士
- 薩拉戈薩的文森特，萨拉戈萨教会的执事、里斯本和瓦伦西亚的守护神，殉国于公元304年[1]
- 圣文森特、奥伦修斯和维克多（英语：Vincent, Orontius, and Victor）（Vincent， Orontius， and Victor） 公元305年殉道于比利牛斯山的传教途中
- 迪涅的圣文森特（Saint Vincent of Digne） （逝世于379年)， 从380年到394年间任天主教迪涅教区主教，为该教区的第二任主教
- 莱兰的文森特（英语：Vincent of Lérins） （逝世于445年)， 神父以及早起基督教著作的高卢作家
- 文森特·马德尔加留斯（Vincent Madelgarius） （逝世于677年)， 在法国建立两座修道院的本笃会修士
- 文森特·费勒（Vincent Ferrer） （1350–1419)， 巴伦西亚王国道明会的传教士和逻辑学家
- 文生·德·保祿 （1581–1660)， 毕生致力于服务穷人的天主教神父
- 文森特·利姆·德拉巴斯（Vicente Liem de la Paz） （Vincent Liem the Nguyen， 1732–1773)， Vincent Duong、Vincent Tuong与 Vincent Yen同为越南殉教者
- 文森特·帕洛蒂（Vincent Pallotti） （1795–1850)， 意大利传教士

### 政治家与政府官员
- 樊尚·奥里奥尔 （1884-1966)， 法国政治家，于1947至1954年间为法国总统
- 文森特·布鲁（英语：Vincent Bru） （出生于1955年)， 法国政治家、法国国民议会议员
- 文森特·梅西 （1887–1967)， 加拿大律师、外交官及第十八任总督（1952-1959)
- 文森特·奥兰治（Vincent Orange） （出生于1957年)， 美国政治家、律师
- 文森特·佩雷拉（Vincent Perera） （1918–1993)， 斯里兰卡政治家、 前科伦坡市长（1965-1966）（英语：Mayor of Colombo）
- 文森特·皮埃尔（Vincent Pierre） （出生于1964年)， 美国政治家
- 文森特·罗兰（Vincent Rolland） （出生于1970年)， 法国政治家、法国国民议会议员

### 运动员
- 樊尚·坎德拉， 法国前职业足球运动员
- 雲遜·安耶馬 （出生于1982年)， 尼日利亚足球运动员
- 文森特·汉考克 （出生于1989年)， 美国男子射击运动员，2008年、2012年获得奥运会金牌
- 文森特·孔帕尼 （出生于1986年)， 刚果血统的比利时前职业足球运动员
- 文森特·里瓦尔迪·科萨西（Vincent Rivaldi Kosasih） （出生于1996年)， 印尼职业篮球运动员
- 文森特·莱格尔（Vincent Laigle） （出生于1973年)， 法国羽毛球运动员、法国羽毛球队教练
- 文森特·拉米（Vincent Lamy） （出生于1999年)， 加拿大足球运动员
- 文森特·兰格（Vincent Lange） （出生于1974年)， 前德国排球运动员、沙滩排球运动员、演员、制片人、体育经理和教练
- 樊尚·勒卡瓦利耶（出生于1980年)， 加拿大加拿大前职业冰球运动员
- 樊尚·米约 （出生于1986年)， 法国男子职业网球运动员
- 文森特·桑福德（Vincent Sanford） （出生于1990年)， 美国职业篮球球员
- 文森特·莫里斯·谢尔（Vincent Morris Scheer） （1904–1986)，轻中量级拳击冠军，其戒指名为 摩梭 卡拉汉（英语：Mushy Callahan）
- 文森特·泰勒（Vincent Taylor）（英语：Vincent Taylor (American football)） （出生于1994年)， 美国橄榄球运动员

### 演员以及导演
- 文森·卡索（出生于1966年)， 法国演员
- 文斯·科拉扎（Vincent Corazza） 加拿大配音、电影、舞台和电视演员
- 文森特·諾費奥 （出生于1959年)， 美国演员、导演、制片人、作家以及歌手
- 文森·加洛 （出生于1961年)， 美国演员、导演以及音乐人
- 文斯·吉利根 （出生于1967年)， 美国编剧、导演和制作人
- 文森特·卡塞瑟 （出生于1979年)， 美国演员
- 文森特·明内利 （1903–1986)， 美国 导演，以经典电影音乐剧而闻名
- 文森特·普莱斯 （1911–1993)， 美国演员，以恐怖片中扮演的角色为人铭记
- 文森特·谢尔曼（Vincent Sherman） （1906–2006)， 美国导演和演员
- 文森特·瓦斯（Vincent Vaas） （1922–2004)， 斯里兰卡演员、歌手和音乐家
- 趙文卓（出生于1972年)， 中国大陆演员及武术家
- 文生·雷根（出生于1966年)， 英国演员

### 音乐

#### 歌名
- 《文森特》 1972年唐·麦克林创作的民谣摇滚歌曲，以“Starry Starry Night”作为开头。
- 《文森特（英语：Vincent (Sarah Connor song)）》  2019年莎拉·蔻娜创作的流行歌曲

#### 音乐家
- 罗伯特·文森特·休斯（Robert Vincent Hughes）（英语：Vincent (music producer)） （出生于1995年）， 加拿大陷阱、电子、贝斯音乐和嘻哈音乐制作人
- 文森特·吕贝克（Vincent Lübeck） （1654–1740）， 德国作曲家和管风琴家
- 文森特·佩尔西凯蒂 （1915–1987）， 美国作曲家、音乐教育家
- 文森特·庞塔雷（Vincent Pontare） （出生于1980年）， 瑞典词曲作者、制作人和歌手， 也被称为文森特
- 安·艾琳·“安妮”·克拉克，艺名为圣文森特（St. Vincent），（出生于1982年）， 美国创作歌手及音乐制作人

### 作家
- 文森特·哈丁（Vincent Harding） （1931-2014）， 非裔美国历史学家、关注美国宗教和社主题的学者、社会活动家
- 文森特·奥沙利文（Vincent O'Sullivan 美国作家）（英语：Vincent O'Sullivan (American writer)） （1868–1940）， 美国短篇小说作家、诗人和评论家
- 文森特·奥沙利文（Vincent O'Sullivan 新西兰作家）（英语：Vincent O'Sullivan (New Zealand poet)） （出生于1937年）， 新西兰诗人、短篇小说作家、小说家、剧作家、评论家、编辑、传记作家和编剧
- 文森特·克罗宁（Vincent Cronin） （1924–2011）， 英国历史、文化和传记作家，以其路易十四、路易十六和玛丽·安托瓦内特、凯瑟琳大帝和拿破仑的传记而闻名，另其关于文艺复兴的书同样著名
- 文森特·沃勒（Vincent Waller） 美国作家、故事板艺术家、动画师和技术总监，著作有《海绵宝宝》

### 其他
- 文森特·科比（Vincent Cobée） （出生于1968/1969年）， 法国商人， 2020年1月起为雪铁龙的首席执行官
- 文森特·迪维尼奥 （1901－1978），美国生物化学家，1955年获诺贝尔化学奖
- 文森特·弗雷德里克·明尼克·亚历山大 （出生于2011年），丹麦弗雷德里克王储和玛丽王储妃的龙凤胎幼子，为丹麦王位第四位继承人。
- 文森特·奥兰治（George Vincent Orange） （1935–2012）， 新西兰军事航空历史学家，他撰写了几本皇家空军高级军官的传记，其中包括第一代道丁男爵休·道丁和基思·帕克（Keith Park）。他还因指导了一名学生撰写了一篇否认大屠杀某些方面的硕士论文而卷入了学术争议。
- 弗兰克·文森特（Frank Vincent） （1937–2017）， 美国演员、音乐家和作家，因出演HBO电视剧《黑道家族》及多部马丁·斯科塞斯电影（《賭城風雲 （1995年電影）》、《好家伙》、《愤怒的公牛》）中的角色而著名
- 海伦·文森特 （出生于1943年）法国女演员，曾获得凯撒奖最佳女配角奖。
- 菲尔文·森特（Phil Vincent） （1908–1979）， 英国摩托车设计师和制造商，文森特摩托车（英语：Vincent Motorcycles）的创始人
- 伯纳德·文森特·芬尼根（Bernard Vincent Finnigan）， 澳大利亚政治家

### 虚构人物
- 文森特（Vincent） 电子游戏《男友之死》（Boyfriend To Death）人物[2]
- 文森特·柯里昂（Vincent Corleone） 《教父3》中的人物
- 文森特·维加（Vincent Vega）  电影《低俗小说》中的主要人物 （页面存档备份，存于）
- 文森特（Vincent） 电影《借刀杀人》中的职业杀手， 由汤姆克鲁斯扮演
- 文森特·麦肯纳（Vincent MacKenna） 在电影《圣文森特》（St. Vincent）中由比尔·莫瑞扮演
- V.I.N.CENT （Vital Information Necessary CENTralized） 1979 年迪士尼电影《黑洞》（英语：The Black Hole）中的机器人
- 文森特·劳（Vincent  Law） 死亡代理人中的主要角色.
- 文森特（Vincent） 《美女与野兽》（1987 年电视剧）中的野兽由朗·普尔曼扮演
- 文森特·弗里曼 （Vincent Freeman） 1997年电影《千鈞一髮》（電影）的主角
- 文森特·凯勒（Vincent  Keller） 《美女与野兽》 （2012年电视剧）中的野兽由杰·瑞安扮演
- 文森特·本尼迪克特（Vincent Benedict） 在1988年电影 《龙兄鼠弟》中由丹尼·德维托扮演
- 维尼·帕特森（Vincent "Vinnie" Patterson）（英语：Vinnie Patterson） 在澳大利亚肥皂剧《聚散離合》中由瑞安·柯萬騰扮演
- 文森特·瓦伦丁（Vincent Valentine） 出自《最终幻想 VII》
- 文森特·克拉布（Vincent Crabbe） 出自《哈利·波特》系列
- 文森特·幻影（Vincent Phantomhive）  出自动漫 《黑執事》
- 文森特·奈特雷（Vincent Nightray）  出自动漫/漫画 《潘朵拉之心》
- 文森特·（Vincent Brooks）  2011年Atlus电子游戏《凯瑟琳》中的主要人物
- 文森特（Vincent）  2015年电影 《混乱》（Disorder）主角，由马提亚斯·修奈尔扮演
- 神父文森特（Vincent）  出自《寂静岭3》
- 文森特（Vincent）  美剧《迷失》中沃尔特（Walt）的狗
- 文森特·多林（Vincent Dorin）  《惡魔城：迷宮迴廊》中人物
- 文森特·辛克莱（Vincent Sinclair） 在惊悚片《恐怖蜡像馆》中由布萊恩·范·霍特扮演
- 文森特·奈杰尔·默里 （Vincent Nigel Murray）（英语：Vincent Nigel-Murray） 美剧《识骨寻踪》中布伦南博士（Dr. Brennan）最喜欢的实习生
- 文森特·马洛伊（Vincent Malloy）  蒂姆·伯顿1982创作的定格动画短片 《文森特》（Vincent）的中心人物
- 文森特（Vincent） 《森林保衛戰》中的主要反派
- 文森特·加拉格尔（Vincent Gallagher） 电视剧《文森特》（Vincent）中的私家侦探

## 其他链接
英文维基：
- 文森特 (消歧义)
- Vincent

## 资料
1. 1 2  . Swedish Institute for Language and Folklore.   [22 January 2020]. （原始内容存档于2021-03-04） （瑞典语）.
2. ↑  . boyfriendtodeath.   [2021-07-28]. （原始内容存档于2021-08-24）.